# Bāngāli River
Bāngāli River är ett vattendrag i Bangladesh.   Det ligger i provinsen Rajshahi, i den centrala delen av landet, 150 kilometer nordväst om huvudstaden Dhaka.
Trakten runt Bāngāli River består till största delen av jordbruksmark. Runt Bāngāli River är det mycket tätbefolkat, med 1 463 invånare per kvadratkilometer.